# Confederação da Livônia
| Confederação dos Estados eclesiásticos; Estado do Sacro Império Romano-Germânico |                      |   |
| \| \| 1228 — 1560 \| → \|                                                        |                      |   |
| Brasão de Armas                                                                  |                      |   |
| center.                                                                          |                      |   |
| Capital                                                                          | Walk 57°46′N 26°01′E |   |
| Idioma                                                                           | Plattdeutsch         |   |
| Religião                                                                         | Catolicismo Romano   |   |
| Forma de governo                                                                 | Confederação         |   |
| Legislativo                                                                      | Landtag              |   |
| História                                                                         | Idade Média          |   |
| - Conquista da Estônia                                                           | 1208–27              |   |
| - Criação                                                                        | 1228                 |   |
| - Reval (Tallinn) obtém o Direito de Lübeck                                      | 1248                 |   |
| - Reval une-se à Liga Hanseática                                                 | fim do século XIII   |   |
| - Forma-se o Landtag                                                             | 1419                 |   |
| - Guerra da Livônia                                                              | 1558–82              |   |
| - Pacto de Wilno                                                                 | 1560                 |   |
| - Reino da Livônia                                                               | 1570–78              |   |
|                                                                                  | 1228 — 1560          | → |

A Confederação da Livônia foi uma confederação organizada livremente nas atuais Estônia e Letônia que existiu de 1228 até a década de 1560. Ela continha cinco pequenos Estados (a Ordem da Livônia, o Arcebispado de Riga, o Bispado de Dorpat, o Bispado de Ösel-Wiek e o Bispado da Curlândia).
Esta divisão foi criada pelo núncio pontifício Guilherme de Módena em 1228 como um compromisso entre a Igreja e a poderosa Ordem da Livônia, ambas facções lideradas por alemães, depois dos cavaleiros alemães terem conquistado e subjugado os territórios de várias tribos locais: os estonianos e os lívios, falantes do fínico, e os latigálios, selônios, semigálios e curônios, falantes do báltico. Teoricamente a divisão das terras foi de um terço para a Ordem e os outros dois terços para a Igreja. Na realidade, a maioria do território da Livônia foi controlado pela Ordem e conflitos entre a Ordem, os bispos e as poderosas cidades hanseáticas forma comuns durante toda a existência da Confederação. Para resolver as disputas internas, a Dieta da Livônia ou Landtag foi formado em 1419. A cidade de Walk foi escolhida como sede do Landtag. O Landtag era formado por membros da Ordem da Livônia, os Bispos da Livônia, vassalos e representantes das cidades.
Todos os cinco Estados da Confederação da Livônia deixaram de existir durante a Guerra da Livônia (1558 - 82). A Ordem da Livônia foi disolvida pelo Pacto de  Wilno em 1560. No ano seguinte, o Landtag da Livônia decidiu pedir proteção para Zygmunt II August, rei da Polônia e Grão-Duque da Lituânia. Com o fim do governo do último Arcebispo de Riga Guilherme de Brandemburgo, Riga tornou-se uma Cidade Imperial Livre.

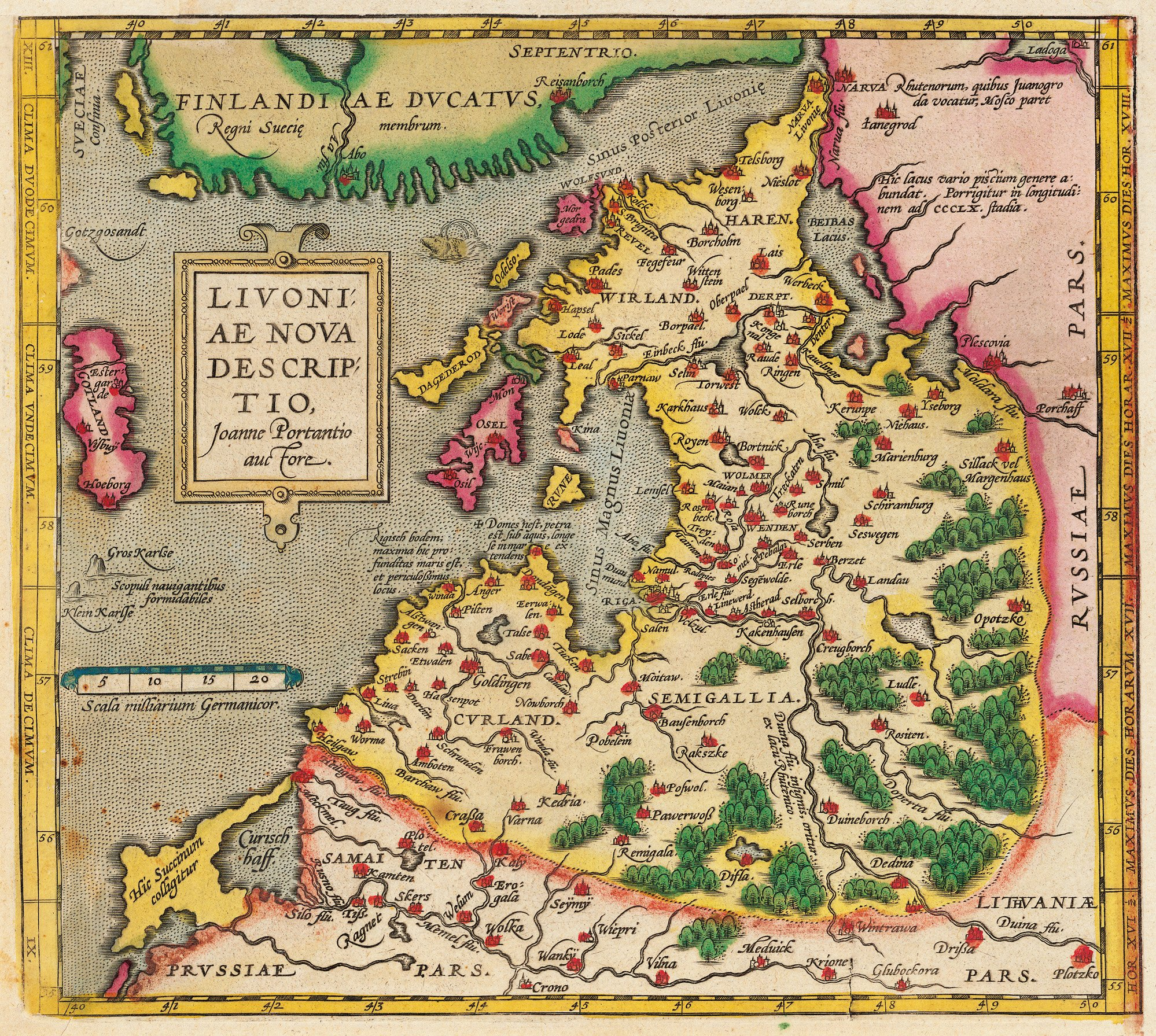
A Livônia no 1573.